# Dennis Aust
Dennis Kay Aust, född den 25 november 1940 i Tecumseh i Nebraska, är en amerikansk före detta professionell basebollspelare som spelade två säsonger i Major League Baseball (MLB) 1965–1966. Aust var högerhänt pitcher.

## Karriär

### College
Aust studerade vid och spelade baseboll för University of Florida i Gainesville.

### Major League Baseball
Austs proffskarriär inleddes 1961 i St. Louis Cardinals farmarklubbssystem, men det dröjde till den 6 september 1965 innan han fick göra debut i MLB för Cardinals. Den säsongen spelade han sex matcher för Cardinals och året efter nio, men han tillbringade mest tid i farmarligorna. Han gjorde sin sista match som proffs 1968.

### Webbkällor
- ”Dennis Aust Stats, Fantasy & News” (på engelska). Major League Baseball. http://m.mlb.com/player/110386. Läst 1 juni 2018.
- ”Dennis Aust Stats” (på engelska). Baseball-Reference.com. https://www.baseball-reference.com/players/a/austde01.shtml. Läst 1 juni 2018.
- ”Dennis Aust Minor & Winter Leagues Statistics & History” (på engelska). Baseball-Reference.com. https://www.baseball-reference.com/register/player.fcgi?id=aust--001den. Läst 1 juni 2018.